# .ve
.ve je internetová národní doména nejvyššího řádu pro Venezuelu.
Registrace jsou povoleny bez omezení ve třetí úrovni: (.com.ve, .net.ve, .org.ve, .info.ve, .co.ve a .web.ve).